# Mikaela Wulff
Mikaela Wulff (ur. 24 kwietnia 1990 w Helsinkach) – fińska żeglarka sportowa, brązowa medalistka olimpijska.
Zawody w 2012 były jej pierwszymi igrzyskami olimpijskimi. Po medal sięgnęła w rywalizacji w klasie Elliott 6m. Jej partnerkami były Silja Kanerva i Silja Lehtinen.